# Serghei Kirov
Serghei Mironovici Kirov (Серге́й Миро́нович Ки́ров) (n. 15/27 martie 1886, Urzhum⁠(d), Imperiul Rus – d. 1 decembrie 1934, Leningrad, RSFS Rusă, URSS) a fost un revoluționar bolșevic și un lider comunist sovietic.
Numele lui real a fost Serghei Mironovici Kostrikov (Ко́стриков). A ales pseudonimul Kirov în timpul activității sale politice clandestine. Asasinarea lui din 1934 a marcat începutul epurărilor staliniste, care i-au eliminat pe aproape toți vechii bolșevici din PCUS și din guvernul URSS.
Kirov s-a născut într-o familie săracă din Urjum, Rusia. A devenit timpuriu orfan de ambii părinți. A fost crescut de o bunică, dar la 7 ani a fost trimis la orfelinat. A devenit încă din tinerețe marxist, iar în 1904 a aderat la Partidul Social-Democrat din Rusia (PSDMR).
Kirov a fost un participant activ la Revoluția rusă din 1905 și a fost ținut în arest timp de trei luni. S-a alăturat bolșevicilor la scurt timp după eliberarea din detenție. În 1906, a fost arestat din nou și condamnat la trei ani închisoare pentru tipărirea de texte interzise de lege. La scurt timp după eliberare, Kirov și-a reluat activitatea revoluționară ilegală. A fost închis din nou, timp de un an, pentru tipărirea de materiale considerate subversive. După ispășirea pedepsei s-a mutat în Caucaz, unde a stat până la abdicarea țarului Nicolae al II-lea.
În această perioadă și-a pus numele Kirov. L-a ales ca pseudonim literar, aidoma altor lideri bolșevici contemporani. Kirov este derivat din Kir, varianta rusă a numelui Cir, al celebrului șah al Persiei antice.
După victoria revoluției ruse din 1917, Kirov a luptat în războiul civil rus până în 1920. În 1921 a devenit șeful organizației de partid din Azerbaidjan. Kirov a fost un susținător loial al lui Stalin, care l-a răsplătit în 1926 cu șefia organizației de partid din Leningrad.
Însă în curând pe Stalin l-a îngrijorat popularitatea crescândă a lui Kirov. La Congresul Partidului Comunist al Uniunii Sovietice din 1934, unde s-a votat pentru noua componență a Comitetului Central, Kirov a primit numai trei voturi împotrivă, spre deosebire de Stalin care a avut 292 de voturi împotrivă, cele mai multe dintre toți candidații. Mai târziu în același an, Stalin l-a invitat pe Kirov să lucreze pentru el în Moscova, probabil pentru a-l putea supraveghea mai bine. Kirov a refuzat, cei doi intrând în competiție.
La 1 decembrie, Kirov a fost asasinat în Leningrad de Leonid Nikolaev. Stalin a pretins că Nikolaev era membru al unei vaste organizații conduse de Lev Troțki, care ar fi urmărit răsturnarea guvernului sovietic. Au fost arestați, în 1936, 16 demnitari sovietici, în frunte cu Lev Kamenev și Grigori Zinoviev. Lumea era încredințată că asasinarea lui Kirov a avut loc din ordinul lui Stalin, însă această prezumție nu a fost dovedită niciodată.
Mulți ani, o statuie uriașă din granit și bronz a lui Kirov a dominat panorama capitalei azere Baku. Monumentul a fost înălțat pe un deal în 1939 și a fost demontat în 1991, după ce Azerbaidjanul și-a recâștigat independența.

## Legături externe
- An account of the Kirov Murder
- Kirov Biography Arhivat în 12 septembrie 2007, la Wayback Machine.
- About the huge Kirov's statue in Baku